# گروه چهارم عملیات‌های روانی
گروه چهارم عملیات‌های روانی (هوابرد) (انگلیسی: 4th Psychological Operations Group) (سابقاً گروه چهارم پشتیبانی اطلاعات نظامی (هوابرد) یا 4th POG) در کنار گروه هشتم عملیات‌های روانی، یکی از یگان‌های فعال پشتیبانی اطلاعات نظامی نیروی زمینی ایالات متحده است، که در تاریخ ۲۶ اوت ۲۰۱۱ در فورت برگ، کارولینای شمالی تأسیس شد. گروه چهارم مسئولیت گردان‌های سوم، ششم و هفتم عملیات روانی را با حدود ۸۰۰ نیرو بر عهده دارد.
در ۲۱ ژوئن ۲۰۱۰، اعلام شد که ارتش قصد دارد که نام عملیات روانی یا PSYOP را به عملیات پشتیبانی اطلاعات نظامی تغییر دهد. این تصمیم، که چند روز قبل توسط دریادار اریک اولسون، فرمانده ستاد فرماندهی عملیات ویژه و رئیس ستاد نیروی زمینی، ژنرال جورج کیسی گرفته شده بود، از طریق یادداشتی در ۲۳ ژوئن ۲۰۱۰ منتشر شد. در اکتبر ۲۰۱۷، ستاد فرماندهی عملیات ویژه نیروی زمینی (USASOC) تصمیم خود را در مورد این تغییر نام برگرداند و اظهار داشت، "عملیات روانی به نام واحدها اشاره دارد، در حالی که عملیات پشتیبانی اطلاعات نظامی به وظایفی که سربازان در واحدهای عملیات روانی انجام می‌دهند گفته می‌شود.
این واحد در فورت برگ، کارولینای شمالی مستقر بوده و بخشی از فرماندهی یکم نیروهای ویژه، تحت فرماندهی ستاد فرماندهی عملیات ویژه نیروی زمینی است. گروه چهارم عملیات‌های روانی در ۷ نوامبر ۱۹۶۷ در نیروهای مسلح به عنوان گروهان ستاد و فرماندهی، گروه چهارم عملیات روانی تشکیل شد. این گروه در ابتدا در ۱ دسامبر ۱۹۶۷ در ویتنام فعال شد، اما در ۲ اکتبر ۱۹۷۱ در فورت لوئیس، واشینگتن غیرفعال شده و در ۱۳ سپتامبر ۱۹۷۲ در فورت برگ، دوباره فعال شد.

## ساختار
گروه چهارم در حال حاضر از یک گروهان ستاد و فرماندهی و سه گردان عملیات روانی منطقه ای (POB) و یک گردان انتشار تشکیل شده‌است. گردان سوم عملیات روانی در حال حاضر بخشی از گروه چهارم است که از گروه چهارم و گروه هشتم پشتیبانی می‌کند و محصولات رادیویی، تلویزیونی، دیجیتال-صوتی تصویری و اقلام چاپی را برای تولید محصولات عملیات پشتبیانی اطلاعات نظامی مانند تراکت، پوستر، روزنامه، برنامه‌های رادیویی و تلویزیونی فراهم می‌کند. سه ۳ گردان دیگر فعالیت منطقه‌ای دارند و از فرماندهی یکپارچه رزمی منطقه خود در برنامه‌ریزی و تولید برنامه‌های عملیات پشتبیانی اطلاعات نظامی پشتیبانی می‌کنند:

### گردان سوم عملیات روانی (هوابرد) - انتشار

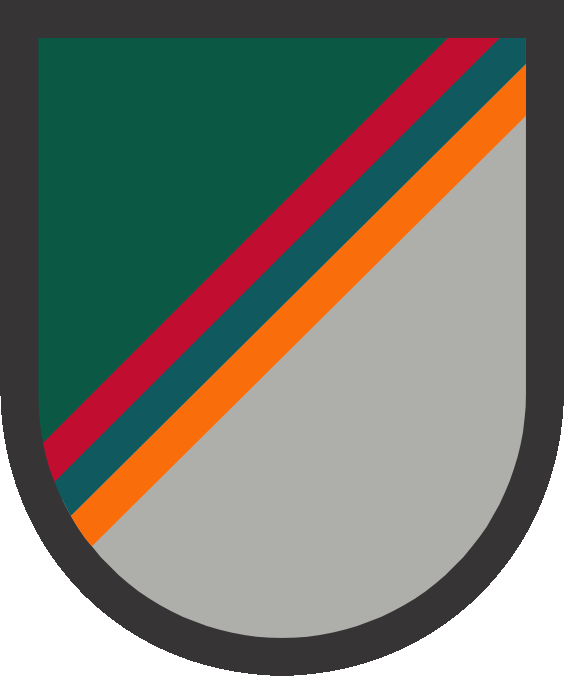
نماد کلاه بره گردان سوم

### گردان ششم عملیات روانی (هوابرد) – ستاد فرماندهی اروپا ایالات متحده آمریکا (EUCOM)
- تأسیس در ۲۰ اکتبر ۱۹۶۵ به عنوان گردان ششم عملیات‌های روانی
- فعال‌سازی در ۱ نوامبر ۱۹۶۵ در ویتنام
- غیرفعال‌سازی ۳۰ ژوئن ۱۹۷۱ در ویتنام
- فعال‌سازی در ۱۳ سپتامبر ۱۹۷۲ در فورت برگ
- سازماندهی و طراحی مجدد در ۱۶ مارس ۱۹۹۰ به عنوان گروهان ستاد و فرماندهی، گردان ششم عملیات‌های روانی
- سازماندهی و طراحی مجدد در ۱۶ نوامبر ۱۹۹۵ به عنوان ستاد، گروهان فرماندهی و خدمات، گردان ششم عملیات‌های روانی

### گردان هفتم عملیات روانی (هوابرد) – ستاد فرماندهی آفریقا ایالات متحده آمریکا (AFRICOM)

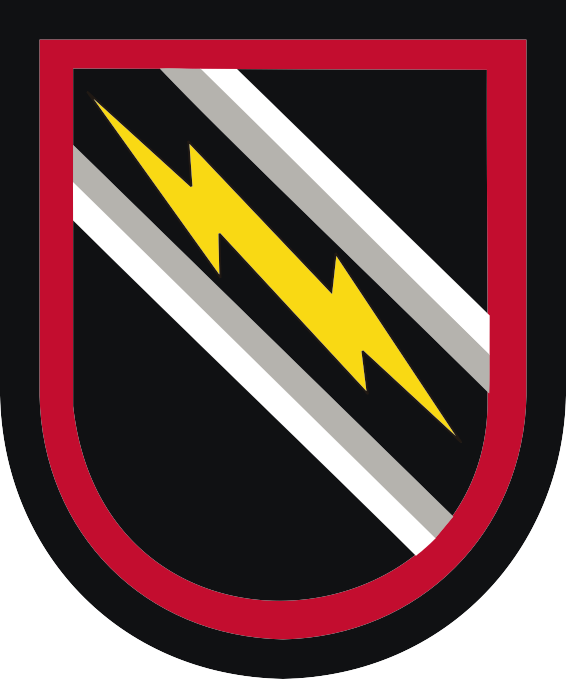
نماد کلاه بره گردان هفتم

- تأسیس در ۲۳ دسامبر ۱۹۴۳ به عنوان گروهان سوم متحرک پخش رادیویی
- فعال‌سازی در ۲۹ دسامبر ۱۹۴۳ در کمپ ریچی، مریلند
- غیرفعال‌سازی در ۲۷ آوریل ۱۹۴۶ در وردن، فرانسه
- سازماندهی و طراحی مجدد در ۱۶ اکتبر ۲۰۱۰ به عنوان گروهان فرماندهی و ستاد، گردان پنجاه و یکم عملیات‌های روانی
- طراحی مجدد در ۱۶ مارس ۲۰۱۱ به عنوان ستاد، گروهان فرماندهی و خدمات، گردان هفتم عملیات‌های روانی
- فعال‌سازی در فورت برگ، ۱۸ اکتبر ۲۰۱۱

### گردان هشتم عملیات روانی (هوابرد) – ستاد فرماندهی مرکزی ایالات متحده آمریکا (CENTCOM)

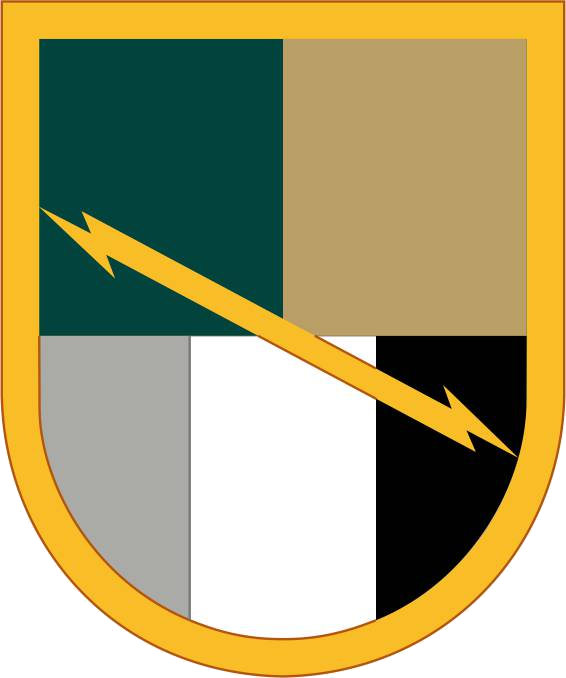
نماد کلاه بره گردان هشتم

- تأسیس در ۷ نوامبر ۱۹۶۷ به عنوان گردان هشتم جنگ روانی
- فعال‌سازی در ۱ دسامبر۱۹۶۷ در ویتنام
- غیرفعال‌سازی در ۲۷ ژوئن ۱۹۷۱ در پایگاه شکاری لوئیس-مک‌کرود، واشینگتن، دی.سی.
- فعال‌سازی در ۱۳ سپامبر۱۹۷۲ در فورت برگ
- سازماندهی و طراحی مجدد در ۱۶ مارس ۱۹۹۰ به عنوان گروهان فرماندهی و ستاد، گردان هشتم عملیات‌های روانی
- سازماندهی و طراحی مجدد در ۱۶ نوامبر ۱۹۹۵ به عنوان ستاد، گروهان فرماندهی و خدمات، گردان هشتم عملیات‌های روانی
- در سال ۱۹۹۷، گروهان براوو گردان هشتم (با حوزه مسئولیت فرماندهی اقیانوس هند-آرام ایالات متحده آمریکا) از گردان هشتم جدا شده و گردان آلفا، گردان فرماندهی اقیانوس هند-آرام نام گرفت. این گردان بعداً هسته گردان پنجم عملیات روانی را پس از فعال‌سازی در سال ۲۰۰۳ شکل داد.